# 極性表面積

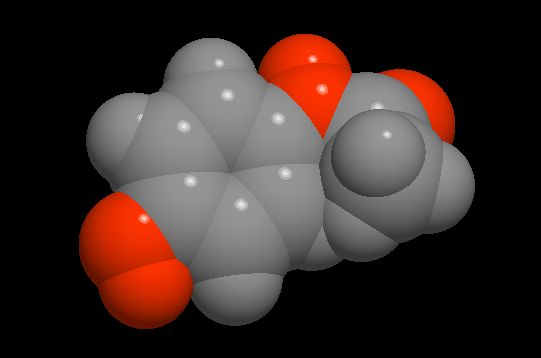
アセトアミノフェンの極性表面積 (赤)

分子の 極性表面積 (polar surface area; PSA) または トポロジカル極性表面積 (toplogical PSA; tPSA)　とは、分子の表面のうち極性を帯びている部分の面積で、医薬品化学において薬物の細胞膜透過性の評価に使用される指標である。全ての極性原子（主に酸素、窒素、それと結合する水素）の表面総和として定義される。
極性表面積が140 平方オングストロームより大きい分子は細胞膜を通過しにくい傾向にある。  血液脳関門を通過して中枢神経に作用する分子の極性表面積は、通常90平方オングストロームより小さい必要がある。